# Norman Taurog
Norman Rae Taurog (23 februarie 1899 – d. 7 aprilie 1981) a fost un regizor american și scenarist. În perioada 1920 - 1968, Taurog a regizat 180 de filme. La vârsta de 32 de ani, a primit Premiul Oscar pentru cel mai bun regizor pentru Skippy (1931), fiind cea mai tânără persoană care a câștigat acest premiu. A fost mai târziu nominalizat la aceeași categorie pentru filmul Boys Town (1938). A lucrat cu câțiva dintre cei mai buni actori ai secolului al XX-lea, printre care Jackie Cooper, Spencer Tracy, Mickey Rooney, Judy Garland, Deanna Durbin, Fred Astaire, Gene Kelly, Deborah Kerr, Dean Martin, Jerry Lewis și Elvis Presley. Taurog a regizat șase filme din seria Martin & Lewis, nouă filme cu Elvis Presley, mai multe ca oricare alt regizor. Pentru contribuțiile sale în industria cinematografică, Norman Taurog a primit o stea pe Hollywood Walk of Fame la adresa Strada Vine, nr. 1600.

## Filmografie selectivă
- 1943 Presenting Lily Mars
- 1950 Sărutul de la miezul nopții (That Midnight Kiss) cu Mario Lanza
- 1950 Pescarul din Louisiana (The Toast of New Orleans) cu Mario Lanza
- 1953 Băiat de mingi (The Caddy),  cu Dean Martin, Jerry Lewis
- 1953 The Stooge, cu Dean Martin și Jerry Lewis
- 1954 Trăind extravagant (Living It Up) cu Dean Martin, Jerry Lewis și Janet Leigh
- 1955 Nu ești niciodată prea tânăr (You're Never Too Young) with Dean Martin și Jerry Lewis
- 1956 Parteneri (Pardners) cu Dean Martin și Jerry Lewis
- 1959 A dispărut o navă (Don't Give Up the Ship) cu Jerry Lewis

## Premii și nominalizări
- 1931 Premiul Oscar pentru cel mai bun regizor (Skippy)
- 1938 Festivalul de Film de la Veneția: Cupa Mussolini pentru cel mai bun film (The Adventures of Tom Sawyer)
- 1939 Nominalizare la - Premiul Oscar pentru cel mai bun regizor (Boys Town)
- 8 februarie 1960 O stea pe Walk of Fame pentru filme artistice
- 1966 Nominalizare la - Premiul Laurel pentru cel mai bun regizor, locul patru
- 1967 Nominalizare la - Premiul Laurel pentru cel mai bun regizor, locul cinci
- 1968 Nominalizare la - Premiul Laurel pentru cel mai bun regizor, locul opt[5]